# Parafilie

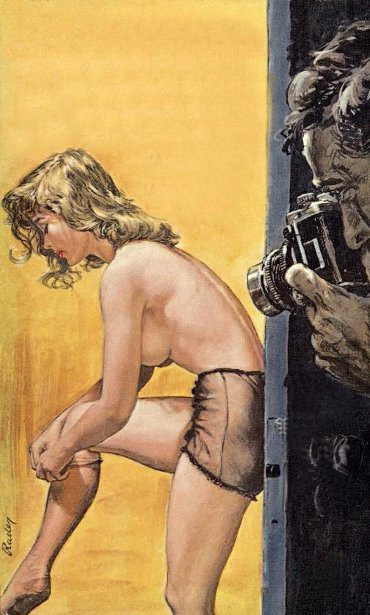
Ilustrace voyeurismu z roku 1962

Parafilie (označované též jako sexuální deviace, aberace, odchylky či úchylky) je psychiatrické a sexuologické označení pro ty varianty konstitučních vlastností sexuality, které jsou v příslušné kultuře (zemi a době) považovány (obecně nebo rozhodujícími institucemi) za poruchu osobnosti (její motivační složky) nebo jejichž některé specifické projevy jsou považovány za poruchu chování nebo za neobvyklé (nenormální). Osoba s parafilií, je-li třeba ji takto nazývat, se označuje jako parafilik.
Některé parafilie jsou charakterizovány specifickým nasměrováním erotického zájmu (jde o svého druhu sexuální orientace) na určitý typ osob, věcí nebo situací apod. Tyto parafilie se projevují zejména v citové rovině (tedy v negenitálních, takzvaných úvodních fázích erotické interakce), ale většinou jsou zachytitelné i specificky silnější genitální reakce na takové podněty.
Jiné parafilie se vyznačují specifickou dynamikou sexuálně motivačního systému, například přeskakováním nebo naopak zvýšenou intenzitou některých fází erotické interakce, například přeskakováním fáze něžnosti a dvoření (patologická sexuální agresivita) nebo naopak zbytnění některých složek interakce (frotérství, sadomasochismus, exhibicionismus).
Většina parafiliků se se svými erotickými touhami, fantaziemi či praktikami vyrovná bez porušení zákona, a to buď v ústraní, ve fantazii nebo s odpovídajícími partnery.
Podle klasifikace MKN-10 i DSM-IV se považuje jakákoliv parafilie za poruchu pouze tehdy, pokud způsobuje svému nositeli distres a osobní či sociální problémy – tedy egosyntonní parafilik bez psychických a sociálních problémů nesplňuje kritéria parafilie jako poruchy; DSM k tomuto pojetí přešla od IV. vydání, tedy od roku 1994. Ray Blanchard navrhuje odlišit parafilie (které samy o sobě nenaplňují znaky psychiatrické poruchy) od parafilní poruchy, a konsensus na tomto rozlišení prohlásila i pracovní podskupina přípravy DSM-5 pro parafilie, vedená Blanchardem.

## Název
Označení je uměle vytvořené z řeckých slov para (παρά = vedle) a filia (φιλία = láska, přátelství). Poprvé bylo zřejmě použito v anglickém překladu knihy Sexual Aberrations vídeňského psychoterapeuta Wilhelma Stekela v roce 1925. (Podle jiných zdrojů slovo navrhl Friedrich Krauss). Používali je i Sigmund Freud a sexuolog John Money, zpočátku (do 50. let) bylo užíváno jen v některých odborných textech. V roce 1980 termín pronikl i do amerického Diagnostického a statistického manuálu duševních poruch (DSM).
V obdobném významu se užívá též termín sexuální aberace, který užíval rovněž Wilhelm Stekel. Mezinárodní klasifikace nemocí, poruch a stavů (MKN-10) nazývá příslušnou kapitolu F 65 „Poruchy sexuální preference“. V DSM jsou parafilie včleněny do kapitoly 302 spolu s dalšími poruchami týkajícími se sexuality. V minulosti se užívalo názvu sexuální deviace (aberace), ty zahrnovaly perverze (z latinského perverto = převracím, perversitas = zvrácenost), tedy sexuální projevy nevhodným způsobem, a některé inverze (lat. inversio = obrácení, převrácení), tedy projevy sexuality odpovídající opačnému pohlaví (transvestitismus, homosexualita apod.). Sociologií inspirovaným termínem sexuální deviace, vztahujícím se původně spíše k chování, byly odlišnosti sexuality v klasifikačních manuálech označeny od konce 60. let do začátku 80. let 20. století.

## Vývoj a konstruování souvisejících pojmů
Sexuální úchylka (sexuální deviace) je sexuální chování vybočující ze společenských norem, druh sociální deviace; některé druhy takového chování mohou být i trestné. Přestože jde o pojem utvářený jako sociologický, v minulosti bylo označení užíváno jako psychiatricko-sexuologický termín pro některé společensky konfliktní typy a vlastnosti erotické reaktivity, dnes označované jako parafilie. Oficiálně byl termín zavedený do DSM (Diagnostický a statistický manuál) v roce 1968 (DSM-II) a později (zřejmě od roku 1980, vydání DSM-III) nahrazený pojmem parafilie.
Slovo deviace je převzetím latinského slova deviatio (vysl. déviáció), které znamená úchylku, vybočení, a je odvozeno ze slova via (= cesta). Slovo obecně nemívá nutné dehonestující význam, například ve fyzikálních významech se používá spojení magnetická deviace, optická deviace, v sociologii existuje také pojem pozitivní deviace. Pod vlivem anglické podoby slova deviancy se někdy i v češtině používá podoba deviance.
Metodologický problém spočívá v tom, že u většiny méně běžných parafilií vědecké metody neumožňují zjistit, nakolik je určité chování podmíněno vrozenými dispozicemi a zda tytéž dispozice se projevují i jinými, socializovanými a nestigmatizovanými projevy. Různé „parafilní“ rysy sexuálního a erotického cítění a prožívání jsou totiž v různé míře zastoupeny v podstatě v celé populaci, tedy bývají v různé míře i složkou psychiky osob považovaných za zdravé a normální. Psychiatrická klasifikace je úzce zaměřena na genitální aktivity a sociální restrikce a nezohledňuje emocionální, sociálně-psychologické a kulturní projevy související s erotickým založením. Konstruování jednotlivých pojmů a jejich zařazení nebo nezařazení mezi parafilie nebo úchylky je vysoce závislé na kulturních i historických podmínkách a osobních názorech (výrazně se v posledním století změnil postoj například k masturbaci, homosexualitě, nekoitálním genitálním aktivitám, kulturně se velmi liší normy týkající se tělesného dotýkání, vnímání těla a mezilidských vztahů atd.). Otázka zařazení jednotlivých položek i celé kapitoly do klasifikace psychických poruch je odborně sporná a je někdy vnímána jako klíčová i pro mocenskou regulaci chování nebo diskriminaci osob.
Populární seznamy nejrůznějších sexuálních úchylek obsahují desítky i stovky označení pro nejrůznější způsoby a okolnosti genitálního uspokojování, k nimž lze kdykoliv jakýkoliv přidat – je například citován případ ženy, kterou vzrušovalo koupání ve Vltavě, ale nic jiného, ani žádná jiná řeka, na ni takto nepůsobilo. Většina z těchto označení nemá výraznější odbornou hodnotu a jejich smysl spočívá zejména v tom, že vypadají jako řecká a odborná. Neexistuje obecně uznávaná teorie, podle níž by bylo možno tuto pestrost uspokojivě vysvětlit nebo uspořádat. Někdejší rozdělení na deviace v objektu a deviace v aktivitě je nepříliš přínosné, protože většinu „úchylek“ do nich nelze jednoznačně zařadit.
Poruchami, které jsou parafiliím blízké, ale nespadají mezi ně, jsou hypersexualita (nadbytek sexuální touhy nebo sexuálních aktivit) a hyposexualita (nedostatek nebo absence sexuální touhy nebo vzrušivosti). Přístup k jejich patologizaci se v psychiatrických klasifikacích vydání od vydání mění. DSM-IV obsahuje též diagnózu 302.79 Sexual Aversion Disorder (sexuální averze), avšak přípravná fáze DSM-5 počítá (2010) s jejím vypuštěním bez náhrady, resp. prodiskutování v rámci úzkostných (fóbických), obsedantně kompultivních, posttraumatických a disociativních poruch.

## Parafilie z klinického hlediska
V sexuologickém nebo psychologickém významu jsou do pojmu parafilie někdy zahrnovány i sklony, které nejsou považovány za poruchu, ale pouze za neobvyklé. V klinickém, nozologickém, psychiatrickém významu se vztahuje pouze na případy, kdy odlišné založení naplňuje obecná kritéria zdravotní poruchy, tedy působí svému nositeli klinicky významný distres, narušení mezilidských vztahů nebo mu brání ve způsobu života, který je považován za normální. Samotný sociální konflikt (např. trestné nebo nepřijatelné chování) se však za zdravotní poruchu nepovažuje. Americký manuál uvádí jako diagnostické kritérium, že parafilní aktivita musí být po dobu nejméně šesti měsíců jediným způsobem sexuálního uspokojení a způsobovat významný distres nebo interpersonální obtíže.
Statistické manuály (americký DSM-IV i mezinárodní MKN-10) jmenovitě rozlišují pouze několik parafilií, ostatní mohou být kódovány jako jiné, nespecifikované nebo mnohočetné poruchy sexuální preference.
- Fetišismus (MKN F 65.0, DSM 302.81): užívání neživých objektů (oděvy, obuv, guma, kůže atd.) jako podnětu pro sexuální vzrušení a uspokojení. V některých případech mohou sloužit ke zvýšení sexuálního vzrušení dosahovaného jinak obvyklým způsobem (například preference určitých druhů oděvu). (K fetišismu je někdy řazen i parcialismus, při němž sexuální aktivity nebo erotický vztah nejsou všestranně zaměřeny na celou bytost, ale jen na tělo nebo jeho část. Parciální zaměření na dospělé tělo nebo genitálie se však obvykle považují za normální.)
- Fetišistický transvestitismus (MKN F 65.1, DSM 302.3) nebo transvestitický fetišismus: nošení šatů opačného pohlaví převážně za účelem dosažení sexuálního vzrušení. Rozlišuje se od transsexuálního transvestitismu, kde účelem je ztotožňování se s rolí opačného pohlaví.
- Parafilní infantilismus, sexuální vzrušení ze sociálního postavení malého dítěte, neboli vzrušení ze hry na malé dítě.
- Exhibicionismus (MKN F 65.2, DSM 302.4): tendence ukazovat genitál nečekaně (zpravidla cizím) lidem bez záměru dalšího kontaktu.
- Voyerství (MKN F 65.3, DSM 302.82): tendence sledovat jiné osoby při sexuálním nebo intimním chování.
- Sadomasochismus (MKN F 65.5, DSM 302.83 a 302.84): upřednostňování sexuálních aktivit spojených s omezováním osobní svobody, působením bolesti nebo pokořováním. Sadomasochistické aktivity a situace mohou být i hrané a souhlasné. Jestliže osoba takové aktivity raději přijímá, jde o masochismus, jestliže je raději sama provádí, jde o sadismus. Od sadomasochismu se liší patologická sexuální agresivita i krutost nebo zloba, která nemá souvislost s erotismem. Za projevy sadomasochismu bývají považovány i mnohé ze sexuálních praktik, které bývají uváděny v různých populárních „seznamech úchylek“ (manipulace s exkrementy, škrcení, vkládání předmětů nebo bodání do genitálií nebo bradavek atd.
- Kandaulismus: ukazování nahé partnerky jiným mužům, případně sledování sexu své partnerky s jiným mužem.
- Frotérství (v MKN není samostatně uvedeno, DSM 302.89): tendence vyhledávat dotýkání nebo tření s nesouhlasícími osobami.
- Pedofilie (MKN F 65.4, DSM 302.2): erotické zaměření na děti, typicky prepubertálního a raně pubertálního věku.
- V „jiných poruchách“ jsou v MKN jako příklady zmíněny například reaktivita s erotickým rozměrem vůči zvířatům (zoofilie) a sexuální aktivity s mrtvými těly (nekrofilie). Zoofilii americká APA přehodnotila v důsledku výzkumu mezi vydáními DSM-III a DSM-IV.

Česká sexuologie mezi parafilie řadí i patologickou sexuální agresivitu, zejména k rozlišení od sadismu. V MKN ani v DSM však zmíněna není. Za typické projevy bývá považována neschopnost eroticky se sblížit dvořením a něžnostmi, vzrušení je obvykle vyvoláváno překonáváním odporu.
Pracovní verze připravované DSM-5 počítá s odlišením samotných parafilií (které by již za psychiatrické poruchy samy o sobě neměly být považovány) od parafilních poruch (t. j. parafilií v těch případech, kdy způsobují psychické nebo sociální problémy). Zároveň je navrhováno zařazení nové parafilie s názvem „Paraphilic Coercive Disorder“ (český překlad dosud není etablován, dalo by se přeložit jako parafilní násilnická či nátlaková porucha).
Sexuální úchylky začaly být chápány jako zdravotní problém a jako vrozená dispozice teprve koncem 19. století, kdy největší odborný zájem byl věnován masturbaci a homosexualitě. Do té doby bylo sexuální chování vnímáno převážně v rovině morální, výchovné a trestně-právní. Ale i kontext jejich zařazení do psychiatrických klasifikací se od počátku velmi často a zásadně měnil. Emil Kraepelin roku 1883 uvádí homosexualitu mezi „stavy psychické oslabenosti“ vedle idiocie, kreténismu a slaboduchosti, později skupinu přejmenoval na „vývojové abnormality“, kolem roku 1894 přeřadil homosexualitu mezi psychopatické stavy (degenerační šílenství), kde spolu s duševním hermafroditismem tvořila jednotku „contrérní sexuální touhy“ a sousedícími nozologickými jednotkami byly konstituční neurastenie, kompulzivní šílenství a impulzivní šílenství. Diagnostický a statistický manuál duševních poruch (DSM, který vydává Americká psychiatrická asociace (APA), ve vydání DSM-I (1952) řadil homosexualitu mezi sociopatické poruchy, v DSM-II (1968) mezi sexuální deviace spolu s některými dalšími stavy, které dnes nazýváme parafiliemi. V roce 1973 Výbor APA pro nomenklaturu rozhodl o vyškrtnutí homosexuality z DSM. V DSM III (1980) byla ponechána pouze egodystonní homosexualita. Počínaje vydáním DSM-III-R (1987) není homosexualita jako porucha uváděna vůbec. V roce 1992 oproti předchozím vydáním nebyla homosexualita zařazena do nové, 10. revize Mezinárodní klasifikace nemocí a souvisejících zdravotních problémů (MKN-10), vydávané WHO v Ženevě. Britská vláda akceptovala tento posun v roce 1994 a Čínská psychiatrická asociace v roce 2001.
Zařazení parafilií v klasifikacích je dlouhodobě předmětem kritiky, protože ačkoliv dispozice jsou většinou povahy organické, jejich konkrétní projevy i vznikající psychické a sociální problémy jsou podstatně sociokulturně podmíněny a nejsou se samotným založením podstatně spjaty.

## Teorie parafilií
Biologická podstata odlišností sexuality včetně parafilií je velmi málo exaktně prozkoumaná. V hlavním proudu sexuologického a psychiatrického uvažování převládá názor, že některé základní rysy sexuality jsou pravděpodobně konstitučně spojeny se základem psychiky, pravděpodobně vycházejí z genetického základu, z nějž se zformují hormonálními mechanismy v raných fázích nitroděložního vývoje.
Výrazná konstituční složka se zdá pravděpodobná u těchto rysů sexuality:
- pohlaví a věk preferovaných osob (androfilie, gynekofilie, homosexualita, heterosexualita, pedofilie, teleiofilie)
- základní podmínky sexuální vzrušivosti (něžnost versus násilí, sadomasochismus)
- dynamika erotických stavů – rychlost vývoje erotického vztahu, intenzita a doba trvání jednotlivých fází, případně jejich přeskakování (s tím souvisí patologická sexuální agresivita, schopnost navázat a udržet vztah, doba trvání zamilovanosti i partnerského vztahu atd.), schopnost nebo potřeba jednoho či více souběžných vztahů (monogamie, polygamie).

Výraznou teorii ohledně DMS (dílčí motivační stavy) v rámci SMS (sexuální motivační systém) vytvořil tým českého sexuologa Kurta Freunda, který později působil v kanadské Ottawě, a Jaroslav Madlafousek. V odborných časopisech ji popularizuje zejména Aleš Kolářský z Psychiatrické léčebny Bohnice. Aleš Kolářský (zřejmě jde o prezentaci teorie Kurta Freunda), do značné míry inspirován i sexuologií Johna Money a obecnou teorií motivačních systémů Jaroslava Madlafouska, opustil klasické dělení podle pozorovatelných odchylek chování na sexuální deviace v objektu a sexuální deviace v aktivitě a rozlišil tři druhy (kategorie) sexuálních variací (A, B, C) podle typu odlišnosti SMS:
- A – obsahová odlišnost sexuálního motivačního systému, erotičnost podnětů obvykle neerotických; více méně odpovídá termínu Johna Moneyho „inclusion paraphilia“, vyjadřujícími, že do SMS je navíc „vloženo“ cosi, co je normě cizí; Kolářský dříve používal termín „deviace ve stimulaci“
- B – koordinační anomálie; zejména porucha navazování genitality na proceptivitu, tedy způsobilost ke genitálnímu kontaktu bez předchozího sblížení s ní, případně přenesení interakce na jinou osobu než tu, s níž bylo dosaženo předchozího motivačního stavu. Kolářský tuto kategorii ztotožňuje s Moneyho pojmem „displacement paraphilias“, což má znamenat, že určitý vzorec dvoření (some courtship pattern) je přemístěn na jiné místo v interakci
- C – chybění části sexuálního motivačního systému; taková porucha spočívá v tom, že mozek „nerozumí“ určitému typu erotických signálů od protějšku a proto na ně nedokáže obvyklým nevědomým způsobem reagovat. Neúplnost SMS se označuje též jako „psychosexuální infantilismus“ a má se projevovat například menší vybíravostí ve volbě protějšku i ve volbě sexuálního chování – může umožnit sexuální interakci i s osobou nevstřícnou a eroticky nenaladěnou, nehezkou, nedospělou, příbuznou, umožnit dotěrné chování atd. Z této kategorie se má rekrutovat i mnoho abuzérů dětí, kteří přitom nejsou pedofily. Tento typ poruchy SMS může být nejen vrozený, ale může vzniknou také jako projev senility, poranění mozku, postupující schizofrenní psychózy atd.

U některých konkrétních praktik, jak dosahovat sexuálního vzrušení, se předpokládá možný větší vliv mechanismu vtištění, tedy zásadní vliv nějaké zkušenosti, a to buď přímý (tendence vyhledávat zážitky, osoby nebo předměty podobné situaci při nejvýraznějších sexuálních vzrušeních v dětství nebo raném dospívání) nebo nepřímý (většinou jde o nepotvrzené hypotetické konstrukce, jaké jsou typické pro některé psychoanalytiky). V minulosti byla předpokládána vývojová příčina i u homosexuality nebo pedofilie, což vedlo k mnoha hypotézám a praktikám, jak jejich vzniku zabránit. Dnes jsou z větší části tyto teorie ve vztahu k homosexualitě, pedofilii, sadomasochismu nebo patologické sexuální agresivitě považovány za překonané.
Nelze opomenout ani náboženská pojetí obvyklá zejména u evangelikálních a letničních církví, podle nichž odlišnosti sexuality (tužeb, reakcí organismu) jsou projevem obecné narušenosti lidské podstaty vlivem dědičného hříchu a lze je překonat silou modlitby a vyznáním víry v Pána. Je faktem, že takový přístup může výrazně změnit způsob a kontext, v jakém člověk své dispozice vnímá a chápe, a tedy může problémy jak odstranit, tak i prohloubit. Problematičtější jsou pojetí, která odlišnost považují za projev osobní slabosti, zkaženosti a hříšnosti – takový přístup obvykle jen prohloubí pocity viny, komplex méněcennosti a sociální vyloučení.

## Léčba
Třebaže se mnohdy mluví a píše o léčbě parafilií, nejde o léčbu v podobném smyslu, v jakém se tento pojem užívá například u infekčních chorob. V dnešní době si psychiatři a sexuologové převážně nekladou za cíl vyléčit parafilii a změnit zaměření sexuality na standardní, ale naučit parafilika se svou odlišností žít. Většina metod léčby parafilií, od psychoterapeutických metod až po farmakologické tlumení, hormonální léčbu, kastrace či stereotaktické operace, byla v minulosti užívána při léčbě homosexuality, která až do 70. až 90. let dvacátého století byla nejznámější sexuální deviací. Teoretická opodstatněnost metod a jejich úspěšnost a léčebné cíle jsou v případě léčby parafilií srovnatelná s někdejší léčbou homosexuality, rozdíl je v dnešní době především ve společenském hodnocení oprávněnosti či nutnosti léčby.
Psychoterapeutické metody mají v dnešní době za cíl spíše výchovu, tedy učení se způsobům, jak se svou sexualitou žít, nežli její skutečnou změnu. Některé metody i cíle léčby jsou vzájemně protikladné a některé mohou být kontraproduktivní nebo škodlivé.
Metody mohou být založeny například na těchto principech:
- normalizace, potlačování parafilního chování a tužeb, nácvik „normálního“ chování, nácvik vyhýbání se rizikovým situacím. K tomuto účelu byly či jsou typicky užívány různé behaviorální metody (desenzibilace, skrytá senzitizace, zástupná senzitivace, averzivní terapie, terapie studem, podmiňování fantazie při masturbaci, metoda přesycení), ale často jsou k tomuto cíli užívány i kognitivní, někdy i psychodynamické či psychoanalytické metody.[11] Tento přístup byl spojen především s již překonanou představou o vyléčitelnosti sexuálních deviací, ale užívá se i k potlačování projevů dispozic chápaných dnes jako vrozené a neměnné.
- kanalizace, hledání náhradních způsobů neškodné realizace tužeb a uvolnění sexuálního napětí, např. masturbace, náhradní sexuální aktivity s nepreferovanou osobou, souhlasné hrané násilí atd.[12]
- socializace, uspokojivé uplatnění tužeb a schopností ve společensky prospěšných nebo tolerovaných vztazích a aktivitách, například v emocionálních vztazích s dětmi v rámci rodičovství nebo pedagogické, zájmové či tvůrčí činnosti, uplatnění netradičních sexuálních praktik v rámci manželského či partnerského vztahu atd.
- sebepřijetí, podpora sebevědomí a asertivity,[12][13] cílem terapie může být buď přijetí svých pocitů a tužeb se vším všudy, smíření se s nimi (to nemusí znamenat realizaci v praxi), nebo naopak záměrná disociace, distancování se od parafilie („nejsem v první řadě pedofil, ale skvělý pracovník, kamarád, otec, nadaný umělec atd., který mimochodem má nemoc jménem pedofilie“). Mnohdy základní problém není v asociálních tužbách či potřebách parafilika, ale v předsudcích nebo nenávisti okolí. Nemožnost sdílet své pocity a sociální vyloučení[10] působí u některých parafiliků podobné následky, jaké mívá sexuální zneužití, tedy posttraumatickou stresovou poruchu nezřídka protrahovanou v trvalou změnu osobnosti obdobnou následkům zážitku katastrofické události.[14]
- reinterpretace – spočívá v tom, že své cítění a situaci člověk začne chápat v jiných pojmech a kontextech, což může zásadně ovlivnit chování anebo vyvolat dojem, že je člověk „vyléčen“. Takové výsledky jsou popisovány například slovy: „Neurotický pacient s pseudohomosexualitou se po operaci rozhodl nebýt homosexuálem“ a odborníci se obvykle k podobným zprávám o úspěšné léčbě staví skepticky.[15] Jednou z forem reinterpretace je i tzv. získávání náhledu – tento termín pochází z léčby psychóz, kde znamená obnovit reálné vnímání, odlišení halucinací a bludů. V případě léčby parafilií obvyklé znamená, že pacient je indoktrinován oficiálně správným pohledem na svou odlišnost.[16] Jiným způsobem reinterpretace může být přijetí diskursu (pojetí) některé skupiny (aktivistické, svépomocné, náboženské, internetové, odborné apod.), která se vůči oficiálnímu nebo obecnému názoru vymezuje, nebo přijetím hlediska jiné kultury, nebo může člověk ke svébytné interpretaci dojít sám. Změna pojetí se může týkat jak postoje ke konkrétním projevům parafilie (jejich zavržení nebo naopak akceptace), tak představ o příčinách, smyslu či souvislostech parafilie a jejích projevů.

Farmakologické a chirurgické metody (útlum sexuálního puzení, kastrace, v minulosti též pokusy o hormonální změnu orientace) jsou předmětem odborných sporů. Mají nanejvýš pomocný účinek na snížení sexuální touhy, avšak parafilii samu o sobě ani postoje a návyky pacienta přímo nezmění.
Metody mozkové chirurgie, k nimž někteří neurochirurgové vzhlíželi v 60. a 70. letech 20. století (první provedl roku 1962 Roader, v Německu bylo v letech 1962–1979 operováno 75 pacientů) spočívají v cíleném poškození domněle příslušné části mozku a nejsou dostatečně teoreticky zdůvodněné, úspěšné vyvinuté ani osvědčené. Již několik desítek let se všeobecně neprovádějí.
V roce 2019 vznikl v České republice v rámci Laboratoře evoluční sexuologie a psychopatologie Národního ústavu duševního zdraví projekt Parafilik, který se zaměřuje na lidi s parafiliemi a nabízí jim pomoc. Jedním z hesel projektu je: „Nemůžete za své pocity, můžete za své činy.“ V rámci projektu funguje od 27. února 2020 anonymní webová poradna pro všechny, kteří mají pocit, že by jejich sexualita mohla mít úskalí pro ně samotné či pro lidi v jejich okolí. Od 1. 12. 2020 také projekt Parafilik nabízí bezplatné a anonymní terapie pro všechny, kdo parafiliemi trpí, a jejich blízké. Pomoc je dostupná na stránce parafilik.cz 

## Socializované projevy parafilií
Nozologické klasifikace se omezují na popis genitálních praktik a patologických a konfliktních aspektů a případů, nezaměřují se na popis jevů v jejich podstatě a komplexnosti, na jejich projevy v emocionální, vztahové či estetické rovině. V této souvislosti bývá například zmiňováno, že hluboké emocionální vztahy ke zvířatům jsou do naší kultury široce integrovány nebo že velká většina významných autorů uměleckých děl o dětech nebo pro děti i nejvýznamnější zakladatelé hnutí a spolků věnujících se dětem byli z psychologického hlediska pedofily. Rovněž v okruhu nejzapálenějších hasičů bychom nalezli zřejmě podobné psychologické rysy jako u sexuálních pyrofilů a mezi hrobníky a pracovníky pohřebních služeb nekrofilně disponované jedince, aniž by to nutně muselo znamenat, že překračují morální nebo právní normy.
Někteří odborníci inspirovaní freudismem nazývají takové negenitální erotické projevy sublimací, tedy jakýmsi druhotným, přeneseným, proměněným, doslova „povýšeným“ projevem sexuality. V jiných teoriích je emocionální a vztahový aspekt erotiky a sexuality považován za plnohodnotný a základní a je dáván do kontextu s citovým přilnutím a emoční hloubkou v přátelských vztazích, vztazích mezi rodičem a dítětem a podobně. Tuto souvislost zmiňuje i Freud, byť jen jednostranně.

## Parafilie ve vztahu k veřejné moci
V evropském právním systému je pevně zakořeněna zásada, že člověk nemůže být souzen ani trestán za své city nebo tužby. Samotné parafilie nejsou předmětem právní úpravy. Regulace chování by tedy měla platit pro všechny stejně bez ohledu na to, zda je u nich diagnostikována nějaká parafilie.
V některých případech je parafilie považována za polehčující nebo odpovědnosti zprošťující okolnost, pokud se pojme jako nutkání, kterému pachatel nebyl schopen vzdorovat (snížená příčetnost nebo nepříčetnost). Skutečnou příčinou nepříčetnosti však zpravidla nebývá sama parafilie, ale psychická disociace, rozštěp vůle vzniklý nepřijetím, potlačováním nebo nevnímáním svého cítění, která způsobuje, že člověk není schopen své chování socializovat, reflektovat a ovládat. V takovém případě je osobní omezení svobody vězeňským systémem nahrazeno detencí nebo intervencí zdravotnického systému. Rovněž by bylo možné parafilii nebo neschopnost její socializace klasifikovat jako „tíživé osobní poměry, které si sám nezpůsobil“, což je rovněž polehčující okolnost, která však nezbavuje pachatele svéprávnosti.
V mnoha policejních a soudních případech (nemluvě o mediálních honech) však lze doložit tendenci mocenských orgánů stíhat někoho nikoliv za čin samotný nebo újmu, kterou způsobil, ale z přesvědčení, že všichni úchylové jsou nebezpeční a je třeba je zavřít do věznice nebo do léčebny i tehdy, pokud nikomu neublížili nebo v případech, kdy vyšetřování a stíhání způsobí mnohonásobně větší škodu než samotný stíhaný čin. V některých případech je za důkaz sexuální motivace považován například výskyt erekce v běžné situaci, ačkoliv právní nebo morální pojem úmyslnosti nelze s biologickým pojmem motivace ztotožnit. Zejména pokud znalec konstatuje pedofilní zaměření, bývá v praxi tímto tvrzením nahrazeno chybějící skutkové dokazování anebo je za trestný čin považováno totéž jednání, které by jinak stěží mohlo být takto kvalifikováno.
V 19. století zákon chránil nejen zájmy „obětí“ případných činů, ale v nemenší míře i teoretický konstrukt „lidské důstojnosti“, který se jevil být poškozován i aktivitami, kterými se žádná přímo zúčastněná osoba poškozena cítit nemusela. Ve 20. století a zejména po druhé světové válce postupně převažuje pojetí státu a práva založeného na úctě k individuální lidské svobodě, což se projevuje i v dekriminalizaci některých způsobů sexuálního chování, například soulože mezi osobami téhož pohlaví.
S parafiliemi bývají spojována právní omezení, která zakazují nebo označují za trestné výrobu, šíření nebo i držení některých druhů pornografických děl. Diskutabilní je například trestnost výroby a šíření pornografických filmů nebo fotografií vytvořených se souhlasem zobrazovaných osob (herců) a zobrazujících násilí, předmětem ústavně-právních sporů je také vytváření a šíření „virtuální pornografie“, tedy literární, kreslené nebo animované bez účasti živých předloh. Otázkou také je, zda zákaz držení a nekomerčního šíření některých děl není jednak právně neodůvodněný, jednak kontraproduktivní (jsou-li takové materiály široce volně dostupné, jejich výroba pak není výdělečná). Spory existují i ohledně „normální“ pornografie, kterou část společnosti považuje za patologický jev.
Do konfliktu se státní mocí se může dostat i ten, kdo své voyerské, exhibicionistické, frotérské, sadomasochistické, fetišistické, pedofilní, zoofilní, nekrofilní nebo jiné tendence projevuje způsobem, který narušuje veřejný pořádek, osobní svobodu, majetková práva, veřejnou mravnost, práva zvířat nebo podobné hodnoty. Do konfliktu s nimi se však může za podobných podmínek dostat i neparafilní („normální“) člověk.